# Sutera
Sutera là một đô thị ở tỉnh Caltanissetta ở vùng Sicilia, có vị trí cách khoảng 70 km về phía đông nam của Palermo và khoảng 30 km về phía tây của Caltanissetta.
Tại thời điểm ngày 31 tháng 12 năm 2004, đô thị này có dân số 1.649 người và diện tích là 35,5 km².
Sutera giáp các đô thị: Acquaviva Platani, Bompensiere, Campofranco, Casteltermini, Milena, Mussomeli.